# Östra Bränntjärnen, Jämtland
Östra Bränntjärnen är en sjö i Bergs kommun i Jämtland och ingår i Indalsälvens huvudavrinningsområde. Östra Bränntjärnen ligger i Brötarna Natura 2000-område.